# Nalloor
Nalloor  es una ciudad y nagar Panchayat situada en el distrito de Kanyakumari en el estado de Tamil Nadu (India). Su población es de 17989 habitantes (2011). Se encuentra a 76 km de Thiruvananthapuram y a 75 km de Tirunelveli. 

## Demografía
Según el censo de 2011 la población de Nalloor era de 17989 habitantes, de los cuales 8985 eran hombres y 9004 eran mujeres. Nalloor tiene una tasa media de alfabetización del 92,35%, superior a la media estatal del 80,09%: la alfabetización masculina es del 94,97%, y la alfabetización femenina del 89,77%.